# Indiana Jones' Greatest Adventures
Indiana Jones’ Greatest Adventures är ett SNES-spel från 1994, baserat på Indiana Jones-filmerna Jakten på den försvunna skatten (1981), Indiana Jones och de fördömdas tempel (1984) och Indiana Jones och det sista korståget (1989).